# Ettingbo
Ettingbo är en by i Östervåla socken, Heby kommun.
Ettingbo omtalas i dokument första gången 1492 ("i ethingebode"). Under 1500-talet omfattar byn två mantal skatte, det ena om 3 öresland 1 penningland (från 1555 2 öresland 1 penningland) och det andra om 3 öresland med skatteutjord i Ettinga. Förleden är troligen en inbyggarbeteckning bildad efter bynamnet Ettinga, och troligen har byn ursprungligen hört dit eller koloniserats därifrån. 